# Compton Chamberlayne
Compton Chamberlayne – wieś w Anglii, w hrabstwie Wiltshire. Leży 12 km na zachód od miasta Salisbury i 137 km na zachód od Londynu. Miejscowość liczy 100 mieszkańców.